# 이명 (조선 중기)
이명(李溟, 1570년 1월 9일 ~ 1648년 6월 18일)은 조선 중기의 문신이다. 정인홍의 문인이다.

## 생애
정인홍의 문하에서 수학하였다. 그는 권신 이량의 손자라서 청요직에 오를 수 없었으나, 이이첨 등의 힘으로 청요직에 오를 수 있었다. 그는 훈구 척신의 후손이었으나 정인홍의 문하에서 수학하면서 북인 당원이 되고, 이이첨 등과 잘 지내다가 후일 인목대비 폐모론을 계기로 이이첨과 의견이 갈려 중북파에 속하게 되었다.
1608년(광해군 즉위) 광해군 즉위 직후 설서가 되고, 그해 정언이 되었다. 정언으로 재직 중 공무를 소홀히 하고 청탁을 받은 길주목사 성우길(成佑吉)을 탄핵하여 파직시켰다. 1609년(광해군 1년) 다시 정언이 되어 평안, 경상도 양도에 흉년이 들어 구황책을 건의하였다. 다시 그해 사간원 정언이 되고, 예조좌랑, 시강원 사서를 거쳐 두 달만에 시강원 문학으로 승진했다가 이듬해 다시 정언이 되고 한달 후 지평이 되었다. 실록편찬을 잘못한 자와, 고령자인 청도군수(淸道郡守) 이준(李浚)의 직무 부적합성, 예빈시 주부 김용 등을 탄핵하여 파면, 처벌케 했다.
1610년(광해군 2년) 광해군에게 생모 추숭의 부당함을 여러번 아뢰었으나 거절당했다. 지평으로 재직 중 여악의 설치를 여러번 반대했으나 거절당했다. 그해 다시 정언, 다시 지평, 이듬해 다시 여러번 사헌부지평에 재임명되었다가, 헌납으로 승진됐다.
1611년 헌납, 이조좌랑, 지평, 1612년 겸문학, 지평, 다시 지평에 재임명됐다가 1612년 겸 세자시강원문학, 이조좌랑, 이조정랑, 1613년 교리, 지평, 헌납, 이조정랑, 응교 등을 지냈다. 1613년 홍문관응교로 재직 중, 영창대군에게 죄를 주는 것의 부당하다고 주장하다가 파직됐다. 1614년(광해군 6년) 인목대비 폐모론에 소극적이라는 이유와 영창대군을 옹호한다는 이유로 대북계 양사로부터 여러번 공격을 받았으나 왕이 듣지 않았다. 이어 스스로 사직을 청하였다.
1615년 그와 절친했으며 동문인 심경(沈憬)의 옥사에 연루되어 국문을 받았으나 혐의점이 없어 풀려났다. 그러나 죄적에 있었고, 1617년 형 이충이 병에 걸리자 병구완을 목적으로 풀려났다. 1618년(광해군 10년) 한때 소명국(蘇鳴國)의 옥사에 연루되기도 했다. 그해 서천 군수(舒川郡守)로 발령받았다. 1621년 서용의 명을 받고, 승지로 기용되었다. 그해 동부승지, 1622년 우부승지를 거쳐 이이첨과 대립하다가 황해도관찰사로 나갔다.
1623년(인조 즉위) 인조 반정 직후 광해군 때 인목대비 폐모에 반대하여 절의를 세웠다는 이유로 이귀의 추천을 받아 관직에 나갔다. 그해 폐세자 지가 소지한 문서에 황해 순영 서간(黃海巡營書簡)이라는 언급이 있어 연루되어 체포되었으나 별 혐의점 없어, 그는 삭탈관직하고 풀어주는 선으로 종결되었다. 그해 11월 비변사로부터 선비로서 장수의 재질이 있는 10명 중 1인으로 추천받았다. 1624년 전라도 관찰사가 되고, 그해 이괄의 난 당시 가장 먼저 군사를 이끌고 충남 공주의 행재소에 인조를 뵈러 왔다는 이유로 상을 받고, 가자되었다. 이때 이명은 그가 거느리고 온 2천명의 군사를 나누어 일부는 임금을 호위하게 하고, 나머지 일부의 군사를 자신이 직접 거느리고 이괄군과 맞서 싸우겠다고 요청했다가 병조판서 김류(金瑬)의 반대로 중지되었다.
1626년 모문룡과 이완이 대립하자, 조정에서 사건을 중재할 인물 중 한사람으로 천거받았으나 이귀로부터 재주는 있으나 눈병이  심하다는 지적을 받았다. 1627년 1월 경기도관찰사가 되었다가 그해 7월 함경도관찰사로 부임하였다. 1629년 경상도 관찰사가 됐다가 1632년 다시 황해도 관찰사에 제수됐으나 병을 핑계로 부임하지 않았다. 그해 겨울에 형조참판이 되었다. 1633년 다시 함경도 관찰사 재직 중 업적을 많이 세웠다며 비변사의 추천으로 함경도 관찰사에 재임명됐으나 이듬해 병으로 사직하고 돌아왔다. 이후 호조, 병조, 형조참판을 지냈다. 1636년 산성에 들어오지 못한 경기도관찰사 서경우가 파직되자, 그 후임으로 임명되었다. 호조참판을 거쳐 1637년 호조판서에 임명되었다.
그가 호조판서에 임명되자 대사헌 이식(李植)은 사람됨이 거칠고 사나우며 융통성이 없다고 반대했다. 그러자 그는 자신은 호조판서를 맡을 수 없다며 사양했으나 인조는 그를 호조판서로 임명했다. 사헌부로부터 사무를 잘 처리하여 이름을 얻었지만 사람됨이 거칠고 사납다, 일을 맡으면 둔하고 막힌다, 여러 번 지방관으로 재직할 때 혹독하게 강압을 일삼는다며 반대했으나 왕이 듣지 않았다. 1638년 형조판서, 그해 9월 다시 호조판서, 1639년 1월 다시 호조판서에 임명되자, 나이 70세가 되어 치사를 청했으나 그의 재주를 인정한 인조는 그를 특별히 정헌대부로 승진시켜 다시 계속 호조판서직에 유임했다. 1643년 1월 인조는 호조 판서이명(李溟)은 용도를 절약하고 백성을 사랑하여 나의 뜻에 부응하니, 특별히 한 자급을 올려 주라며 숭정대부에 승품되었다. 그러나 서인 당원 사관들은 그가 아랫사람을 수탈하고 윗사람에게 아부하며, 백성들을 도탄에 빠뜨렸으므로, 그가 가는 곳마다 원성이 자자하였는데, 어찌 ‘백성을 사랑하였다’고 말할 수 있겠는가. 그는 곧 백성의 해충이고 나라의 좀 벌레라며 비토하였다. 1644년 다시 호조판서에 재임명되어 사직을 청하였으나 반려당했다. 
1644년 사헌부의 관원들로부터 강압적으로 국고를 축적한다며 여러번 비판을 당하였다. 사헌부지평 이인(李山+專)이 그가 백성의 고혈을 짜서 나라의 관고를 채우며 가혹하다며 탄핵하고 사직상소를 올렸다. 이후 집의 김익희 장령 이시만 등으로부터 호조판서로 재직하는 7년간 가렴주구를 일삼아 부고를 채웠다며 탄핵했다. 이후 양사의 거듭된 탄핵과 1644년 10월 9일 비변사의 청으로 호조판서에서 체차되었다.
1645년 광녕 독운사(廣寧督運使)에서 해직된 이행원을 대신해 광녕 독운사에 임명되고, 이듬해 형조판서가 되었다가 중풍으로 사퇴, 중추부, 비변사 등의 관직을 받았지만 모두 사양했다. 지중추부사로 전임되어 전의제조(典醫提調)를 겸임했다. 1648년 지중추부사가 되었다가 그해 한성부 서쪽 장릉(長陵) 근처 자택에서 중풍으로 사망했다. 후에 아들 이민화(李敏華)가 원종공신에 오르면서 증 좌찬성에 추증되었다.
인조실록에는 기국이 있었으나 너무 혹독하고 난폭하였다. 호조 판서로 있던 7년 동안에 상당히 능하다는 이름이 있었으나 사람들이 취렴(聚斂)했다는 것으로 비난했다는 평이 있다.

## 사후
그가 죽자 인조는 이틀간 조회를 철조하고 예장, 부의를 보냈다. 경기도 장단군 장현내면(長縣內面) 판부리(현, 연천군 장남면 판부리) 사향(巳向)의 언덕에 안장하였다. 전후 두 부인 송씨(宋氏)와 양씨(梁氏)도 같은 언덕에 안장되었다.